# Takaroa (Polynésie française)
Takaroa est une commune de la Polynésie française dans l'archipel des Tuamotu. Le chef-lieu de cette dernière est Takaroa.

## Géographie

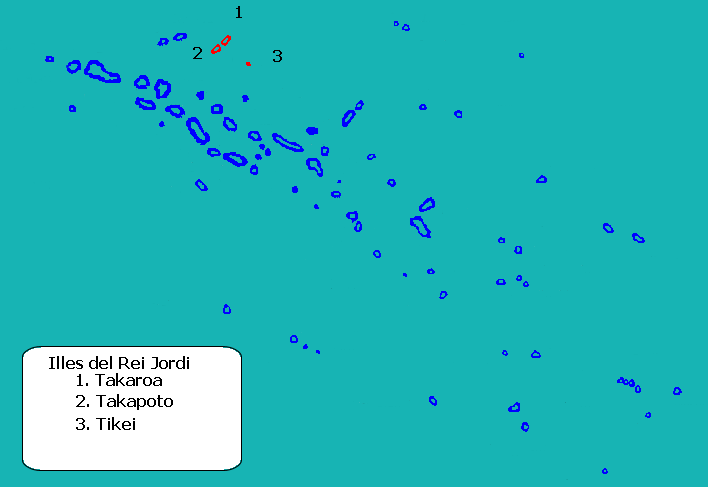
Carte de la commune

La commune est composée de trois atolls :
- Takaroa : 882 habitants
- Takapoto : 380 habitants
- Tikei : aucun habitants permanent

## Démographie
L'évolution du nombre d'habitants est connue à travers les recensements de la population effectués dans la commune depuis 1971. À partir de 2006, les populations légales des communes sont publiées annuellement par l'Insee, mais la loi relative à la démocratie de proximité du 27 février 2002 a, dans ses articles consacrés au recensement de la population, instauré des recensements de la population tous les cinq ans en Nouvelle-Calédonie, en Polynésie française, à Mayotte et dans les îles Wallis-et-Futuna, ce qui n’était pas le cas auparavant. Pour la commune, le premier recensement exhaustif entrant dans le cadre du nouveau dispositif a été réalisé en 2002, les précédents recensements ont eu lieu en 1996, 1988, 1983, 1977 et 1971.
En 2017, la commune comptait 1 175 habitants, en diminution de 5,47 % par rapport à 2012
| 1971 | 1977 | 1983 | 1988 | 1996  | 2002  | 2007  | 2012  | 2017  |
| ---- | ---- | ---- | ---- | ----- | ----- | ----- | ----- | ----- |
| 258  | 337  | 471  | 861  | 1 100 | 1 518 | 1 577 | 1 243 | 1 175 |

| 2022  | - | - | - | - | - | - | - | - |
| ----- | - | - | - | - | - | - | - | - |
| 1 050 | - | - | - | - | - | - | - | - |

## Administration
| Période                                  | Période  | Identité        | Étiquette        | Qualité |
| ---------------------------------------- | -------- | --------------- | ---------------- | ------- |
| Les données manquantes sont à compléter. |          |                 |                  |         |
| juillet 2020                             | en cours | Panaho Temahaga | SE depuis Tapura |         |

## Lieux et monuments
- Église Sainte-Thérèse-de-l'Enfant-Jésus de Takaroa.
- Église Saint-Louis-de Gonzague de Takapoto.